# Kevin Lowe

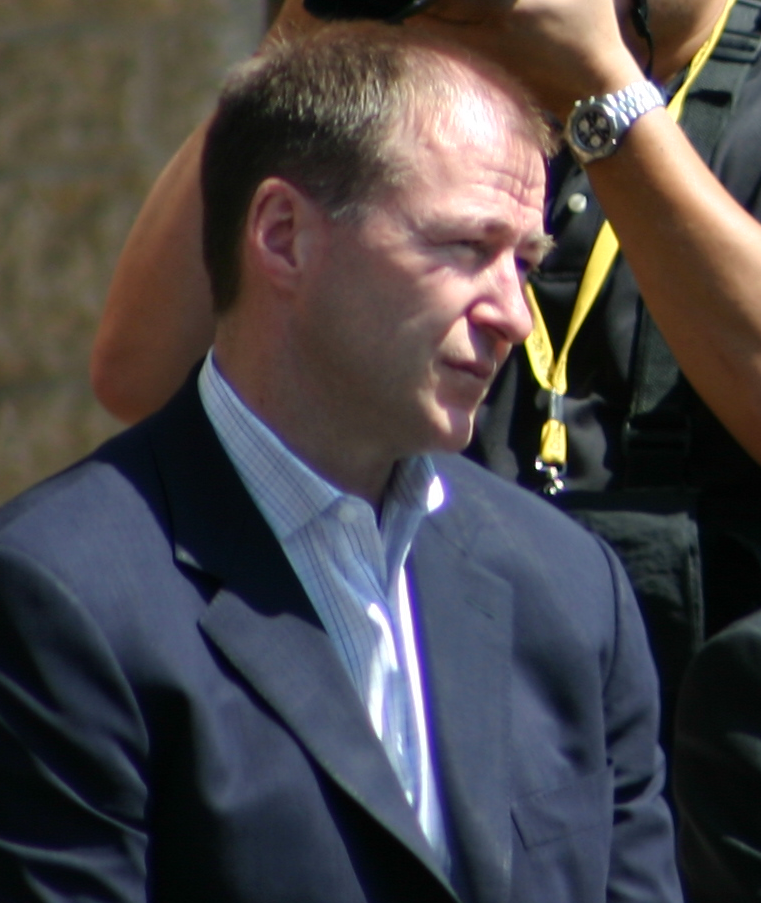
Kevin Lowe.

Kevin Hugh Lowe, född 15 april 1959 i Lachute, Québec, är en kanadensisk före detta professionell ishockeyspelare i NHL där han spelade för Edmonton Oilers och New York Rangers. Lowe har även arbetat som tränare och general manager för Edmonton Oilers.
Lowe vann sex Stanley Cup som spelare, fem med Edmonton Oilers på 1980- och 90-talet och en med New York Rangers 1994.
Han är far till ishockeyspelaren Keegan Lowe, som tillhör Carolina Hurricanes och spelar för Charlotte Checkers i American Hockey League (AHL).